# پیلاتوس پی-۲
پیلاتوس پی-۲ (به انگلیسی: Pilatus_P-2) یک هواگرد از نوع هواگرد آموزشی ساخت شرکت Pilatus Aircraft است. هواگرد پیلاتوس پی-۲ نخستین پروازش را در ۲۷ آوریل ۱۹۴۵ میلادی انجام داد. در مجموع، تعداد ۵۵ فروند از این هواگرد ساخته شده‌است.